# HTC S730
De HTC S730, ook bekend als de HTC Wings is een mobiele telefoon die geproduceerd is door HTC uit Taiwan. Het toestel bevat in tegenstelling tot veel andere HTC-toestellen geen touchscreen.

## Beschikbaarheid
De telefoon is sinds het einde van 2007 te koop. Het heeft Windows Mobile 6.0 Standard als besturingssysteem. De Standard-versie van Windows Mobile is speciaal gemaakt voor telefoons die geen touchscreen hebben. HTC heeft bij de release van deze telefoon verschillende slogans gebruikt zoals "Let's go down to business" (Laten we aan het werk gaan) en "Keep in touch no matter where you are in the world" (Houd contact, waar je ook op de wereld bent).

## Geruchten

### Interne GPS-ontvanger
Het toestel bevat een interne GPS-ontvanger, maar er is geen driver beschikbaar waardoor deze niet functioneert. Verder heeft de interne GPS-chip geen antenne en kan het dus maar met een aantal satellieten (1 à 2) verbinding maken. HTC heeft officieel nooit een aankondiging gedaan over GPS-functionaliteit, maar er zijn wel GPS-functies van dit toestel gedemonstreerd door HTC. Hackers proberen de GPS-functionaliteit alsnog werkend te krijgen.